# Microhyla fissipes
Microhyla fissipes es una especie de anfibio anuro de la familia Microhylidae.

## Distribución geográfica
Esta especie habita:
- en el centro y sur de la República Popular China;
- en Taiwán
- en Hong Kong;
- en Birmania;
- en Vietnam;
- en Camboya;
- en Laos;
- en Tailandia;
- en la península de Malasia.[5]

Su presencia es incierta en Bangladés.

## Descripción
Microhyla fissipes mide aproximadamente 26 mm. Su dorso es marrón oliva y tiene pequeñas verrugas teñidas de rojo en los flancos. Una línea longitudinal oscura se extiende desde los ojos hasta la parte posterior del cuerpo. También están presentes dos manchas oscuras, una con forma de X dibujada entre los ojos y la otra con forma de V invertida en el nivel lumbar. Sus miembros son de rayas oscuras.

## Publicaciones originales
- Boulenger, 1884 : Descriptions of new Species of Reptiles and Batrachians in the British Museum - Part II. Annals and Magazine of Natural History, sér. 5, vol. 13, p. 396-398[6]
- Barbour, 1920 : An undescribed Microhyla. Occasional Papers of the Museum of Zoology, University of Michigan, vol. 76, p. 1-4